# Lambies Lagoon
Die Lambies Lagoon ist ein See im Ashburton District der Region Canterbury auf der Südinsel von Neuseeland.

## Geographie
Die Lambies Lagoon befindet sich nördlich der Harper Range, rund 1,3 km ostsüdöstlich des Lake Clearwater, rund 1,2 km östlich des Lake Camp und rund 1,8 km nordwestlich des Lake Emma. Der in großen Teilen verlandete See besitzt eine Größe von rund 11.4 Hektar und einen Seeumfang von in etwa 1,5 km. Mit einer Länge von rund 610 m erstreckt sich der See in Ost-West-Richtung und misst an seiner breitesten Stelle rund 245 m in Nord-Süd-Richtung.
Der Zu- und Ablauf des Sees erfolgt über den von Westen, vom Lake Clearwater her zulaufenden Lambies Stream, der den See an seiner Ostseite zum South Branch Ashburton River/Hakatere hin entwässert.